# Жак II д’Аркур-Бёврон
Жак II д’Аркур (фр. Jacques II d'Harcourt; 6 февраля 1585 — 1622, Монпелье) — французский военный, участник войн с гугенотами.
Сын Пьера д’Аркура, маркиза де Бёврон, и Жилонны Гойон де Матиньон. Маркиз д’Аркур, граф де Конак, барон де Сигурне и де Пюибейяр, сеньор де Френе и пр.
Был губернатором Фалеза.
В возрасте 10 лет произведен в капитаны пехоты, служил в этом чине под командованием своего деда маршала Матиньона при осадах Клерака в 1621 и Бержерака в 1622.
Воевал в Нидерландах в армии эрцгерцога Альбрехта, под командованием Амброзио Спинолы, участвовал в осадах Остенде и Рейнберга.
В 1615 получил от Людовика XIII роту легкой кавалерии; в 1621 участвовал в осаде Сен-Жан-д’Анжели. Под Клераком был ранен мушкетной пулей в рот; при осаде Монтобана в 1621 был ранен ударом камня, и погиб при осаде Монпелье, получив в бою 14 ран.

## Семья
Жена: Элеонора Шабо де Сен-Желе, графиня де Конак, дочь Леонора Шабо, барона де Жарнака, и Мари де Рошешуар
Дети:
- Пьер д’Аркур, граф де Конак, ум. юным
- Франсуа д’Аркур, граф де Конак. Род. в 1611, вскоре умер
- Жилонна д’Аркур (1619—1699). Муж 1) (01.1632): Луи де Бруйи, маркиз де Пиенн (ум. 1640); 2) (1643): Карло Леоне ди Фьески, граф Лаванья (ум. 1658)